# Carapoia ocaina
Carapoia ocaina là một loài nhện trong họ Pholcidae. Loài này được phát hiện ở Peru và Brasil.